# 莱安多·巴库纳
莱安多·巴库纳（Leandro Jones Johan Bacuna，出生於1991年8月21日）是库拉索的職業足球運動員，司職翼鋒 / 右後衛。現效力於荷甲球隊格羅寧根。

## 外部連結
- 足球数据库：Leandro Bacuna的球员统计数据